# Vaccinium chengiae
Vaccinium chengiae là một loài thực vật có hoa trong họ Thạch nam. Loài này được W.P. Fang miêu tả khoa học đầu tiên năm 1942.